# Оро (Республіка Алтай)
Оро (рос. Оро) — село Усть-Канського району, Республіка Алтай Росії. Входить до складу Ябоганського сільського поселення.
Населення — 216 осіб (2015 рік).